# Walenty Kołodziejczyk
Walenty Kołodziejczyk, ps. Ryś (ur. 30 września 1918 w Romanowie, zm. 29 kwietnia 2002) – polski działacz ruchu ludowego, polityk, poseł na Sejm PRL VI, VII i VIII kadencji.

## Życiorys
Syn Walentego i Marianny. W 1938 wstąpił do Związku Młodzieży Wiejskiej RP „Wici”. Podczas okupacji uczestnik ruchu partyzanckiego. W 1939 uczestniczył w kampanii wrześniowej. W latach 1940–1942 był kierownikiem placówki radiowej, a od 1942 do 1945 członkiem Komendy Powiatowej Batalionów Chłopskich. W pierwszych miesiącach 1945 był komendantem Milicji Obywatelskiej w gromadach Rojew i Romanów. Później Powiatowy Komisarz Siewny w Urzędzie Ziemskim w Krotoszynie. Uzyskał tytuł zawodowy magistra inżyniera rolnictwa na Uniwersytecie Poznańskim. Po studiach pracował w państwowych gospodarstwach rolnych jako agronom (1951–1957) i dyrektor (1957–1959).
W 1945 wstąpił do Stronnictwa Ludowego. W 1946 przeszedł do Polskiego Stronnictwa Ludowego, gdzie do 1947 należał do koła poznańskiego. W 1948 ponownie wstąpił do SL, z którym w 1949 przystąpił do Zjednoczonego Stronnictwa Ludowego. W ZMW RP „Wici” w latach 1945–1948 zasiadał w prezydium Wojewódzkiego Zarządu w Poznaniu, od 1947 prezesując jednocześnie akademickiemu kołu tej organizacji na UP. Od 1948 należał do Związku Młodzieży Polskiej. Od 1956 był członkiem Wojewódzkiego Komitetu ZSL, od 1959 do 1969 jego wiceprezesem, a następnie do 1981 prezesem. W latach 1969–1980 był członkiem, a od 1980 do 1984 zastępcą członka Naczelnego Komitetu partii. Zasiadał w prezydium Wojewódzkiego Związku Kółek Rolniczych w Poznaniu.
W latach 1957–1969 był radnym Wojewódzkiej Rady Narodowej, od 1961 zasiadając w jej prezydium. W 1972 uzyskał mandat posła na Sejm PRL VI kadencji w okręgu Leszno. W 1976 i 1980 uzyskiwał reelekcję z okręgu Szamotuły. W VI i VII kadencji zasiadał w Komisji Handlu Zagranicznego, a w VII dodatkowo w Komisji Nauki i Postępu Technicznego, Komisji Oświaty, Wychowania, Nauki i Postępu Technicznego oraz w Komisji Współpracy Gospodarczej z Zagranicą i Gospodarki Morskiej.
Pochowany wraz z Joanną Kołodziejczyk (1921–2006) w poznańskim Morasku.

## Odznaczenia
- Krzyż Komandorski Orderu Odrodzenia Polski (1974)
- Krzyż Kawalerski Orderu Odrodzenia Polski (1964)
- Złoty Krzyż Zasługi (1958)
- Medal 30-lecia Polski Ludowej (1974)
- Krzyż Partyzancki (1948)
- Złote Odznaczenie im. Janka Krasickiego (1965)